# باشگاه فوتبال وان ایروان
باشگاه فوتبال وان ایروان (ارمنی: Ֆուտբոլային Ակումբ „Վան" Երևան) یک باشگاه فوتبال در شهر ایروان و در کشور ارمنستان می‌باشد که در لیگ برتر فوتبال ارمنستان بازی می‌کند. زمین خانگی این باشگاه ورزشگاه آلاشکرت بود.

## تاریخچه
این باشگاه در ۱۹۹۰ میلادی تأسیس شد اما در سال ۱۹۹۷ میلادی   منحل شد و در حال حاضر در سطح فوتبال حرفه‌ای فعالیتی ندارد.

## آمار لیگ
| ارمنستان (۱۹۹۲ – ۱۹۹۷) |          |     |      |     |       |      |        |          |     |        |      |
| فصل                    | دسته     | سطح | بازی | برد | تساوی | باخت | گل زده | گل خورده | +/- | امتیاز | مکان |
| ۱۹۹۲                   | لیگ برتر | ۱   | ۲۲   | ۱۱  | ۱     | ۱۰   | ۴۸     | ۵۳       | -۵  | ۲۳     | ۵.   |
| ۱۹۹۳                   | لیگ برتر | ۱   | ۲۸   | ۱۵  | ۲     | ۱۱   | ۷۱     | ۴۹       | +۲۲ | ۳۲     | ۵.   |
| ۱۹۹۴                   | لیگ برتر | ۱   | ۲۸   | ۹   | ۴     | ۱۵   | ۳۴     | ۷۲       | -۳۸ | ۲۲     | ۱۰.  |
| ۹۶–۱۹۹۵                | لیگ برتر | ۱   | ۲۲   | ۷   | ۳     | ۱۲   | ۴۲     | ۴۲       | ۰   | ۲۴     | ۸.   |
| ۹۷–۱۹۹۶                | لیگ برتر | ۱   | ۲۲   | ۱۱  | ۱     | ۱۰   | ۴۱     | ۳۴       | +۷  | ۳۴     | ۶.   |